# Elecciones estatales de Guanajuato de 2012
Elecciones estatales de Guanajuato de 2012 se llevaron a cabo el domingo 1 de julio de 2012, simultáneamente con las Elecciones federales y en ellas fueron renovados los titulares de los siguientes cargos de elección popular del estado mexicano de Guanajuato:
- Gobernador de Guanajuato. Titular del Poder Ejecutivo del estado, electo para un periodo de seis años no reelegibles en ningún caso, el candidato electo fue Miguel Márquez Márquez de la coalición Por el Guanajuato que Queremos.
- 46 Ayuntamientos. Formados por un Presidente Municipal y regidores, electos para un periodo de tres años, no reelegibles de manera consecutiva.
- 36 Diputados al Congreso del Estado. 22 electos por mayoría relativa elegidos en cada uno de los Distritos electorales, y 14 electos por el principio de representación proporcional.

## Resultados electorales

### Gobernador
|  | 48.02 % |

|  | 40.98 % |

|  | 5.15 % |

|  | 1.24 % |

|  | 0.92 % |

|  | 0.05 % |

|  | 3.61 % |

|  | 100.00 % |

#### Encuestas Preelectorales
| Encuestadora      | Fuente | Fecha             |       |       |       |      |      | NS/NC |
| ----------------- | ------ | ----------------- | ----- | ----- | ----- | ---- | ---- | ----- |
| Consulta Mitofsky | [ 5 ]  | 2 de mayo de 2012 | 40.1% | 30.1% | 10.4% | 0.8% | 0.6% | 18.3% |

## Elecciones internas de los partidos políticos

### Partido Acción Nacional
El 13 de mayo de 2011, el secretario de Salud, José Ángel Córdova Villalobos manifestó su interés en ser candidato a la gubernatura, para lo cual renunciaría a la titularidad de la Secretaría de Salud en los meses de agosto o septiembre de 2011, y el 29 de mayo, los aspirantes agrupados del denominado Pacto de La Loma, Javier Usabiaga Arroyo, Luis Alberto Villarreal García y Ricardo Sheffield Padilla, anunciaron su apoyo a Córdova al ser el aspirante mejor posicionado en las encuestas. El 9 de septiembre, José Ángel Córdova Villalobos renunció a la Secretaría de Salud, para dedicarse a la búsqueda de la candidatura del PAN a la gubernatura.
El 11 de diciembre, se registraron formalmente los cuatro aspirantes a la candidatura: José Ángel Córdova Villalobos, Miguel Márquez Márquez, Luis Enrique Ortega y Ricardo Torres Origel; durante el mismo acto, el expresidente y exgobernador Vicente Fox manifestó su respaldo a Córdova, junto a los aspirantes del Pacto de La Loma, Javier Usabiaga Arroyo, Luis Alberto Villarreal García y Ricardo Sheffield Padilla. El 16 de diciembre la comisión de elecciones aceptó las precandidaturas de Córdova, Márques y Torres y rechazó la de Luis Enrique Ortega, argumentando que no presentó el número de firmas suficientes para respaldar su registro, lo que fue rechazado por el mismo.
En la elección de candidato realizada el 5 de febrero de 2012, Miguel Márquez Márquez obtuvo el 53 % de los votos, seguido por José Ángel Córdova con 29 % y Torres Origel con 16 %.

### Partido Revolucionario Institucional
El presidente nacional del PRI, Humberto Moreira ha mencionado que son cuatro liderazgos posibles para asumir la candidatura del tricolor en Guanajuato, y ellos son: Miguel Ángel Chico Herrera, Francisco Arroyo Vieyra, Gerardo Sánchez y Juan Ignacio Torres Landa.
El 27 de febrero de 2012 trascendió que el PRI habría ofrecido la candidatura a gobernador a José Ángel Córdova Villalobos, aspirante derrotado en la elección interna del PAN, lo que fue criticado por Juan Ignacio Torres Landa y negado al día siguiente por el propio Córdova que negó cualquier contacto y su intención de colaborar en la campaña presidencial de su partido; finalmente el 28 de febrero el PRI manifestó su apoyo como candidato a la gubernatura a Juan Ignacio Torres Landa, quien ya fue candidato a la gubernatura en 2000.

### Partido de la Revolución Democrática
El 17 de diciembre de 2011, ante el rechazo del registro como precandidato del PRD de Luis Enrique Ortega, el líder estatal del PRD Antonio Díaz de León manifestó su interés en que pudiera ser candidato por el PRD.
El 27 de febrero de 2012 el consejo estatal del partido en Guanajuato eligió como su candidato a la gubernatura a Arnulfo Montes de la Vega.

### Partido Movimiento Ciudadano
El 31 de marzo de 2012 el consejo estatal del partido en Guanajuato eligió como su candidato a la gubernatura a Enrique Eguiarte Alvarado.

## Ayuntamientos
De los resultados mostrados en el Programa de Resultados Electorales Preliminares del Instituto Electoral del Estado de Guanajuato el PAN ganó 23 municipios, de los cuales 8 los ganó aliado a Nueva Alianza. Por su parte el PRI controla 15 municipios, de los cuales 10 son con la alianza con el Partido Verde Ecologista de México. En estas elecciones el PRD se posiciona como la tercera fuerza política en el estado con apenas 3 municipios. Nueva Alianza ganó 2 municipios. El PVEM y Movimiento Ciudadano uno cada quien.